# 張廣 (萬曆進士)
張廣（1582年—1624年），字居仁，號沖和，山西平陽府蒲州人，官籍，明朝政治人物。

## 生平
萬曆二十五年（1597年）丁酉科山西鄉試第二名舉人，三十五年（1607年）丁未科二甲第十名進士。刑部觀政，選庶吉士，三十七年（1609年）授翰林院編修，歷任左中允、右諭德、右庶子、左庶子，天啟四年（1624年）三月升少詹事，升禮部右侍郎兼翰林院侍讀學士，同年卒。

## 家族
曾祖張准，贈中憲大夫，山東按察司副使；祖父張邦士，嘉靖十年舉人，亞中大夫，山東布政使司右參政，祀鄉賢；父張循占，承德郎，直隸真定府通判。母王氏（封安人）。兄張庭，萬曆三十八年進士，官至戶部郎中。
從伯祖張邦教，正德十二年進士，陝西按察使。